# 希罗凯 (敖德萨区)
46°52′12″N 31°4′21″E / 46.87000°N 31.07250°E
希羅凱（烏克蘭語：Широке）是位於烏克蘭西南部的村莊，由敖德萨州敖德萨区的維濟爾卡市鎮負責管轄。該村始建於1905年，面積0.28平方公里，海拔高度27米，2001年人口61，人口密度每平方公里217.86人。